# Makary z Magnezji
Makary z Magnezji, Makary Magnezjanin, łac. Macarius Magnes (ur. w Grecji, zm. ok. 403) – chrześcijański pisarz i apologeta z końca IV wieku, prawdopodobnie biskup Magnezji nad Meandrem w Jonii. Powszechnie identyfikowany z Makarym, który podczas synodu w Chalcedonie (tzw. Synod pod dębem) w 403 r. oskarżał Heraklidesa, biskupa Efezu, o herezję. Współczesny św. Jana Chryzostoma.
Makary z Magnezji jest autorem pracy apologetycznej Odpowiedź lub Jednorodzony (gr. Apokritikós e monogenés), w którym polemizował z niezachowanym traktatem Przeciw chrześcijanom (Contra christianos) Porfiriusza z Tyru – filozofa pogańskiego, atakującego i wyśmiewającego fragmenty Nowego Testamentu.
Istnieją również fragmenty komentarza do Księgi Rodzaju (Genesis), który przypisuje się Makaremu.
Makary Magnezjanin często mylony jest ze św. Makarym Wielkim.